# Mistrovství Evropy v basketbalu žen 2011
33. mistrovství Evropy v basketbalu žen proběhlo v období od 18. června do 3. července 2011 v Polsku. Turnaj byl zároveň kvalifikací na letní olympijské hry v Londýně 2012. Tým mistryň Evropy (Rusko) se kvalifikoval přímo, celky na 2. až 5. místě budou hrát dodatečnou olympijskou kvalifikaci.

## Pořadatelská města
Turnaj se hrál ve třech polských městech. Zápasy v základních a osmifinálových skupinách se konaly v Bydhošti a Katovicích, závěrečná kola (zápasy o umístění a play-off) v Lodži.
| Bydhošť         | Katovice         | Lodž             |
| --------------- | ---------------- | ---------------- |
| Łuczniczka      | Spodek           | Arena Łódź       |
| Kapacita: 8 000 | Kapacita: 11 500 | Kapacita: 13 400 |
|                 |                  |                  |

## Přehled skupin
| Skupina A | Litva      | Rusko      | Slovensko | Turecko        |
| Skupina B | Bělorusko  | Česko      | Izrael    | Velká Británie |
| Skupina C | Černá Hora | Německo    | Polsko    | Španělsko      |
| Skupina D | Francie    | Chorvatsko | Lotyšsko  | Řecko          |

## Základní skupiny
16 týmů bylo rozlosováno do čtyř skupin. V každé skupině hrály 4 celky jednokolově systémem každý s každým. Do osmifinálových skupin postoupily vždy tři nejlepší celky ze základních skupin, pro týmy na čtvrtých místech šampionát skončil.
| Legenda                                    |
| Poř = pořadí ve skupině                    |
| Tým                                        |
| Záp = počet zápasů                         |
| V = počet výher                            |
| P = počet proher                           |
| VB = vstřelené body                        |
| OB = obdržené body                         |
| +/- = rozdíl vstřelených / obdržených bodů |
| Body = počet bodů                          |
| Postup do osmifinále / čtvrtfinále         |

### Skupina A
| Poř | Tým       | Záp | V | P | VB  | OB  | +/- | Body |
| --- | --------- | --- | - | - | --- | --- | --- | ---- |
| 1.  | Litva     | 3   | 2 | 1 | 186 | 179 | +7  | 5    |
| 2.  | Rusko     | 3   | 2 | 1 | 212 | 207 | +5  | 5    |
| 3.  | Turecko   | 3   | 1 | 2 | 199 | 204 | -5  | 4    |
| 4.  | Slovensko | 3   | 1 | 2 | 183 | 190 | -7  | 4    |

| 18. června 2011 12:30 | Report | Turecko                                         | 58 – 64 | Litva          |  | Łuczniczka, Bydhošť Rozhodčí: Grzegorz Ziemblicki (POL), Igor Dragojevič (MNE), Moritz Reiter (GER) |
| 18. června 2011 12:30 | Report | Skóre po čtvrtinách: 12:19, 10:18, 16:14, 20:13 |         |                |  | Łuczniczka, Bydhošť Rozhodčí: Grzegorz Ziemblicki (POL), Igor Dragojevič (MNE), Moritz Reiter (GER) |
| 18. června 2011 12:30 | Report | Yılmaz 17                                       | Body    | Petronytė 15   |  | Łuczniczka, Bydhošť Rozhodčí: Grzegorz Ziemblicki (POL), Igor Dragojevič (MNE), Moritz Reiter (GER) |
| 18. června 2011 12:30 | Report | İvegin-Karslı, Çağlar 5                         | Dosk.   | Linkeviciene 8 |  | Łuczniczka, Bydhošť Rozhodčí: Grzegorz Ziemblicki (POL), Igor Dragojevič (MNE), Moritz Reiter (GER) |
| 18. června 2011 12:30 | Report | İvegin-Karslı 4                                 | Asist.  | Linkeviciene 3 |  | Łuczniczka, Bydhošť Rozhodčí: Grzegorz Ziemblicki (POL), Igor Dragojevič (MNE), Moritz Reiter (GER) |

| 18. června 2011 18:00 | Report | Rusko                                           | 68 – 66 | Slovensko  |  | Łuczniczka, Bydhošť Rozhodčí: Miguel Anguel Perez Niz (ESP), Panagiotis Anastopoulos (GRE), Tomasz Trawicki (POL) |
| 18. června 2011 18:00 | Report | Skóre po čtvrtinách: 12:15, 17:19, 23:17, 16:15 |         |            |  | Łuczniczka, Bydhošť Rozhodčí: Miguel Anguel Perez Niz (ESP), Panagiotis Anastopoulos (GRE), Tomasz Trawicki (POL) |
| 18. června 2011 18:00 | Report | Kuzinová 13                                     | Body    | Lawless 15 |  | Łuczniczka, Bydhošť Rozhodčí: Miguel Anguel Perez Niz (ESP), Panagiotis Anastopoulos (GRE), Tomasz Trawicki (POL) |
| 18. června 2011 18:00 | Report | Stěpanovová 8                                   | Dosk.   | Lawless 7  |  | Łuczniczka, Bydhošť Rozhodčí: Miguel Anguel Perez Niz (ESP), Panagiotis Anastopoulos (GRE), Tomasz Trawicki (POL) |
| 18. června 2011 18:00 | Report | Abrosimovová, Popovová 4                        | Asist.  | Misurová   |  | Łuczniczka, Bydhošť Rozhodčí: Miguel Anguel Perez Niz (ESP), Panagiotis Anastopoulos (GRE), Tomasz Trawicki (POL) |

| 19. června 2011 12:30 | Report | Slovensko                                      | 60 – 76 | Turecko     |  | Łuczniczka, Bydhošť Rozhodčí: Paolo Taurino (ITA), Ingus Baumanis (LAT), Haris Bijedič (BIH) |
| 19. června 2011 12:30 | Report | Skóre po čtvrtinách: 18:21, 14:17, 9:24, 19:14 |         |             |  | Łuczniczka, Bydhošť Rozhodčí: Paolo Taurino (ITA), Ingus Baumanis (LAT), Haris Bijedič (BIH) |
| 19. června 2011 12:30 | Report | Lawless 15                                     | Body    | Vardarlı 20 |  | Łuczniczka, Bydhošť Rozhodčí: Paolo Taurino (ITA), Ingus Baumanis (LAT), Haris Bijedič (BIH) |
| 19. června 2011 12:30 | Report | Jurčenková 5                                   | Dosk.   | Vardarlı 6  |  | Łuczniczka, Bydhošť Rozhodčí: Paolo Taurino (ITA), Ingus Baumanis (LAT), Haris Bijedič (BIH) |
| 19. června 2011 12:30 | Report | Misurová 4                                     | Asist.  | Yılmaz 4    |  | Łuczniczka, Bydhošť Rozhodčí: Paolo Taurino (ITA), Ingus Baumanis (LAT), Haris Bijedič (BIH) |

| 19. června 2011 18:00 | Report | Litva                                           | 76 – 64 | Rusko          |  | Łuczniczka, Bydhošť Rozhodčí: Sinisa Herceg (CRO), Carole Delauné (FRA), Antonis Demetriou (CYP) |
| 19. června 2011 18:00 | Report | Skóre po čtvrtinách: 16:16, 14:19, 26:17, 20:12 |         |                |  | Łuczniczka, Bydhošť Rozhodčí: Sinisa Herceg (CRO), Carole Delauné (FRA), Antonis Demetriou (CYP) |
| 19. června 2011 18:00 | Report | Bimbaite, Sulciute 20                           | Body    | Stěpanovová 17 |  | Łuczniczka, Bydhošť Rozhodčí: Sinisa Herceg (CRO), Carole Delauné (FRA), Antonis Demetriou (CYP) |
| 19. června 2011 18:00 | Report | Sulciute 8                                      | Dosk.   | Stěpanovová 13 |  | Łuczniczka, Bydhošť Rozhodčí: Sinisa Herceg (CRO), Carole Delauné (FRA), Antonis Demetriou (CYP) |
| 19. června 2011 18:00 | Report | Linkeviciene 5                                  | Asist.  | Stěpanovová 3  |  | Łuczniczka, Bydhošť Rozhodčí: Sinisa Herceg (CRO), Carole Delauné (FRA), Antonis Demetriou (CYP) |

| 20. června 2011 12:30 | Report | Slovensko                                      | 57 – 46 | Litva        |  | Łuczniczka, Bydhošť Rozhodčí: Panagiotis Anastopoulos (GRE), Tomasz Trawicki (POL), Maka Kupatadze (GEO) |
| 20. června 2011 12:30 | Report | Skóre po čtvrtinách: 18:18, 13:9, 15:16, 11:13 |         |              |  | Łuczniczka, Bydhošť Rozhodčí: Panagiotis Anastopoulos (GRE), Tomasz Trawicki (POL), Maka Kupatadze (GEO) |
| 20. června 2011 12:30 | Report | Kupčíková 18                                   | Body    | Solopova 14  |  | Łuczniczka, Bydhošť Rozhodčí: Panagiotis Anastopoulos (GRE), Tomasz Trawicki (POL), Maka Kupatadze (GEO) |
| 20. června 2011 12:30 | Report | Tetemondová 8                                  | Dosk.   | Paugaite 6   |  | Łuczniczka, Bydhošť Rozhodčí: Panagiotis Anastopoulos (GRE), Tomasz Trawicki (POL), Maka Kupatadze (GEO) |
| 20. června 2011 12:30 | Report | Kupčíková 4                                    | Asist.  | Valentiene 2 |  | Łuczniczka, Bydhošť Rozhodčí: Panagiotis Anastopoulos (GRE), Tomasz Trawicki (POL), Maka Kupatadze (GEO) |

| 20. června 2011 18:00 | Report | Turecko                                        | 65 – 80 | Rusko          |  | Łuczniczka, Bydhošť Rozhodčí: Grzegorz Ziemblicki (POL), Miguel Anguel Perez Niz (ESP), Fabiana Nitu (ROU) |
| 20. června 2011 18:00 | Report | Skóre po čtvrtinách: 7:29, 20:16, 15:13, 23:22 |         |                |  | Łuczniczka, Bydhošť Rozhodčí: Grzegorz Ziemblicki (POL), Miguel Anguel Perez Niz (ESP), Fabiana Nitu (ROU) |
| 20. června 2011 18:00 | Report | Yılmaz 18                                      | Body    | 3 hráči 13     |  | Łuczniczka, Bydhošť Rozhodčí: Grzegorz Ziemblicki (POL), Miguel Anguel Perez Niz (ESP), Fabiana Nitu (ROU) |
| 20. června 2011 18:00 | Report | Yılmaz 4                                       | Dosk.   | Artěšinová 8   |  | Łuczniczka, Bydhošť Rozhodčí: Grzegorz Ziemblicki (POL), Miguel Anguel Perez Niz (ESP), Fabiana Nitu (ROU) |
| 20. června 2011 18:00 | Report | Vardarlı, Alben, Yılmaz 4                      | Asist.  | Abrosimovová 6 |  | Łuczniczka, Bydhošť Rozhodčí: Grzegorz Ziemblicki (POL), Miguel Anguel Perez Niz (ESP), Fabiana Nitu (ROU) |

### Skupina B
| Poř | Tým            | Záp | V | P | VB  | OB  | +/- | Body |
| --- | -------------- | --- | - | - | --- | --- | --- | ---- |
| 1.  | Česko          | 3   | 3 | 0 | 199 | 163 | +36 | 6    |
| 2.  | Bělorusko      | 3   | 2 | 1 | 185 | 148 | +37 | 5    |
| 3.  | Velká Británie | 3   | 1 | 2 | 159 | 166 | -7  | 4    |
| 4.  | Izrael         | 3   | 0 | 3 | 148 | 214 | -66 | 3    |

| 18. června 2011 15:00 | Report | Bělorusko                                     | 55 – 40 | Velká Británie |  | Łuczniczka, Bydhošť Rozhodčí: Sinisa Herceg (CRO), Antonis Demetriou (CYP), Fabiana Nitu (ROU) |
| 18. června 2011 15:00 | Report | Skóre po čtvrtinách: 14:11, 17:9, 14:8, 10:12 |         |                |  | Łuczniczka, Bydhošť Rozhodčí: Sinisa Herceg (CRO), Antonis Demetriou (CYP), Fabiana Nitu (ROU) |
| 18. června 2011 15:00 | Report | Snicinová, Veramejenková 10                   | Body    | Butler 8       |  | Łuczniczka, Bydhošť Rozhodčí: Sinisa Herceg (CRO), Antonis Demetriou (CYP), Fabiana Nitu (ROU) |
| 18. června 2011 15:00 | Report | Leuchanková 8                                 | Dosk.   | Butler 6       |  | Łuczniczka, Bydhošť Rozhodčí: Sinisa Herceg (CRO), Antonis Demetriou (CYP), Fabiana Nitu (ROU) |
| 18. června 2011 15:00 | Report | Marchanková, Trafimovová 5                    | Asist.  | 4 hráči 2      |  | Łuczniczka, Bydhošť Rozhodčí: Sinisa Herceg (CRO), Antonis Demetriou (CYP), Fabiana Nitu (ROU) |

| 18. června 2011 20:30 | Report | Česko                                           | 72 – 56 | Izrael    |  | Łuczniczka, Bydhošť Rozhodčí: Paolo Taurino (ITA), Ingus Baumanis (LAT), Carole Delauné (FRA) |
| 18. června 2011 20:30 | Report | Skóre po čtvrtinách: 19:12, 13:10, 20:17, 20:17 |         |           |  | Łuczniczka, Bydhošť Rozhodčí: Paolo Taurino (ITA), Ingus Baumanis (LAT), Carole Delauné (FRA) |
| 18. června 2011 20:30 | Report | Vitečková 14                                    | Body    | Doron 16  |  | Łuczniczka, Bydhošť Rozhodčí: Paolo Taurino (ITA), Ingus Baumanis (LAT), Carole Delauné (FRA) |
| 18. června 2011 20:30 | Report | Veselá 10                                       | Dosk.   | 3 hráči 4 |  | Łuczniczka, Bydhošť Rozhodčí: Paolo Taurino (ITA), Ingus Baumanis (LAT), Carole Delauné (FRA) |
| 18. června 2011 20:30 | Report | Elhotova 5                                      | Asist.  | Shafir 3  |  | Łuczniczka, Bydhošť Rozhodčí: Paolo Taurino (ITA), Ingus Baumanis (LAT), Carole Delauné (FRA) |

| 19. června 2011 15:00 | Report | Izrael                                       | 41 – 68 | Bělorusko                  |  | Łuczniczka, Bydhošť Rozhodčí: Grzegorz Ziemblicki (POL), Panagiotis Anastopoulos (GRE), Igor Dragojevic (MNE) |
| 19. června 2011 15:00 | Report | Skóre po čtvrtinách: 12:18, 6:8, 18:21, 5:21 |         |                            |  | Łuczniczka, Bydhošť Rozhodčí: Grzegorz Ziemblicki (POL), Panagiotis Anastopoulos (GRE), Igor Dragojevic (MNE) |
| 19. června 2011 15:00 | Report | Cohen 12                                     | Body    | Lichtarovičová 13          |  | Łuczniczka, Bydhošť Rozhodčí: Grzegorz Ziemblicki (POL), Panagiotis Anastopoulos (GRE), Igor Dragojevic (MNE) |
| 19. června 2011 15:00 | Report | Levitsky 6                                   | Dosk.   | Kress 13                   |  | Łuczniczka, Bydhošť Rozhodčí: Grzegorz Ziemblicki (POL), Panagiotis Anastopoulos (GRE), Igor Dragojevic (MNE) |
| 19. června 2011 15:00 | Report | Cohen, Doron 2                               | Asist.  | Leuchanková, Marchanková 4 |  | Łuczniczka, Bydhošť Rozhodčí: Grzegorz Ziemblicki (POL), Panagiotis Anastopoulos (GRE), Igor Dragojevic (MNE) |

| 19. června 2011 20:30 | Report | Velká Británie                                 | 45 – 60 | Česko       |  | Łuczniczka, Bydhošť Rozhodčí: Miguel Anguel Perez Niz (ESP), Tomasz Trawicki (POL), Maka Kupatadze (GEO) |
| 19. června 2011 20:30 | Report | Skóre po čtvrtinách: 13:9, 10:18, 12:21, 10:12 |         |             |  | Łuczniczka, Bydhošť Rozhodčí: Miguel Anguel Perez Niz (ESP), Tomasz Trawicki (POL), Maka Kupatadze (GEO) |
| 19. června 2011 20:30 | Report | Leedham 14                                     | Body    | Elhotova 27 |  | Łuczniczka, Bydhošť Rozhodčí: Miguel Anguel Perez Niz (ESP), Tomasz Trawicki (POL), Maka Kupatadze (GEO) |
| 19. června 2011 20:30 | Report | Stewart 6                                      | Dosk.   | Burgrová 9  |  | Łuczniczka, Bydhošť Rozhodčí: Miguel Anguel Perez Niz (ESP), Tomasz Trawicki (POL), Maka Kupatadze (GEO) |
| 19. června 2011 20:30 | Report | Collins 4                                      | Asist.  | Bartoňova 4 |  | Łuczniczka, Bydhošť Rozhodčí: Miguel Anguel Perez Niz (ESP), Tomasz Trawicki (POL), Maka Kupatadze (GEO) |

| 20. června 2011 15:00 | Report | Velká Británie                                  | 72 – 51 | Izrael    |  | Łuczniczka, Bydhošť Rozhodčí: Paolo Taurino (ITA), Moritz Reiter (GER), Haris Bijedič (BIH) |
| 20. června 2011 15:00 | Report | Skóre po čtvrtinách: 13:11, 24:13, 17:13, 20:14 |         |           |  | Łuczniczka, Bydhošť Rozhodčí: Paolo Taurino (ITA), Moritz Reiter (GER), Haris Bijedič (BIH) |
| 20. června 2011 15:00 | Report | Leedham 18                                      | Body    | Doron 15  |  | Łuczniczka, Bydhošť Rozhodčí: Paolo Taurino (ITA), Moritz Reiter (GER), Haris Bijedič (BIH) |
| 20. června 2011 15:00 | Report | Page 9                                          | Dosk.   | 3 hráči 4 |  | Łuczniczka, Bydhošť Rozhodčí: Paolo Taurino (ITA), Moritz Reiter (GER), Haris Bijedič (BIH) |
| 20. června 2011 15:00 | Report | Stafford, Page 5                                | Asist.  | Doron 3   |  | Łuczniczka, Bydhošť Rozhodčí: Paolo Taurino (ITA), Moritz Reiter (GER), Haris Bijedič (BIH) |

| 20. června 2011 20:30 | Report | Česko                                          | 67 – 62 | Bělorusko                 |  | Łuczniczka, Bydhošť Počet diváků: 250 Rozhodčí: Sinisa Herceg (CRO), Ingus Baumanis (LAT), Antonis Demetriou (CYP) |
| 20. června 2011 20:30 | Report | Skóre po čtvrtinách: 23:9, 16:17, 15:20, 13:16 |         |                           |  | Łuczniczka, Bydhošť Počet diváků: 250 Rozhodčí: Sinisa Herceg (CRO), Ingus Baumanis (LAT), Antonis Demetriou (CYP) |
| 20. června 2011 20:30 | Report | Elhotová 19                                    | Body    | Snicinová, Leuchanková 10 |  | Łuczniczka, Bydhošť Počet diváků: 250 Rozhodčí: Sinisa Herceg (CRO), Ingus Baumanis (LAT), Antonis Demetriou (CYP) |
| 20. června 2011 20:30 | Report | Elhotová, Kulichová 5                          | Dosk.   | Leuchanková 12            |  | Łuczniczka, Bydhošť Počet diváků: 250 Rozhodčí: Sinisa Herceg (CRO), Ingus Baumanis (LAT), Antonis Demetriou (CYP) |
| 20. června 2011 20:30 | Report | 5 hráčů 3                                      | Asist.  | Marchanková 6             |  | Łuczniczka, Bydhošť Počet diváků: 250 Rozhodčí: Sinisa Herceg (CRO), Ingus Baumanis (LAT), Antonis Demetriou (CYP) |

### Skupina C
| Poř | Tým        | Záp | V | P | VB  | OB  | +/- | Body |
| --- | ---------- | --- | - | - | --- | --- | --- | ---- |
| 1.  | Černá Hora | 3   | 3 | 0 | 212 | 174 | +38 | 6    |
| 2.  | Španělsko  | 3   | 2 | 1 | 214 | 198 | +16 | 5    |
| 3.  | Polsko     | 3   | 1 | 2 | 191 | 208 | -17 | 4    |
| 4.  | Německo    | 3   | 0 | 2 | 193 | 230 | -37 | 2    |

| 18. června 2011 15:00 | Report | Španělsko                                       | 79 – 69 | Německo     |  | Spodek, Katowice Počet diváků: 400 Rozhodčí: Aleksandar Glišič (SRB), Aare Halliko (EST), Aliaksandr Syrytsa (BLR) |
| 18. června 2011 15:00 | Report | Skóre po čtvrtinách: 21:12, 18:15, 19:22, 21:20 |         |             |  | Spodek, Katowice Počet diváků: 400 Rozhodčí: Aleksandar Glišič (SRB), Aare Halliko (EST), Aliaksandr Syrytsa (BLR) |
| 18. června 2011 15:00 | Report | Torrensová 18                                   | Body    | Bär 14      |  | Spodek, Katowice Počet diváků: 400 Rozhodčí: Aleksandar Glišič (SRB), Aare Halliko (EST), Aliaksandr Syrytsa (BLR) |
| 18. června 2011 15:00 | Report | Valdemoro 5                                     | Dosk.   | Bär 6       |  | Spodek, Katowice Počet diváků: 400 Rozhodčí: Aleksandar Glišič (SRB), Aare Halliko (EST), Aliaksandr Syrytsa (BLR) |
| 18. června 2011 15:00 | Report | Torrensová 4                                    | Asist.  | Bär, Menz 4 |  | Spodek, Katowice Počet diváků: 400 Rozhodčí: Aleksandar Glišič (SRB), Aare Halliko (EST), Aliaksandr Syrytsa (BLR) |

| 18. června 2011 18:00 | Report | Polsko                                          | 53 – 70 | Černá Hora  |  | Spodek, Katowice Rozhodčí: Engin Kennerman (TUR), Haydn Jones (WAL), Milan Brziak (SVK) |
| 18. června 2011 18:00 | Report | Skóre po čtvrtinách: 15:18, 11:19, 12:17, 15:16 |         |             |  | Spodek, Katowice Rozhodčí: Engin Kennerman (TUR), Haydn Jones (WAL), Milan Brziak (SVK) |
| 18. června 2011 18:00 | Report | Szott 11                                        | Body    | De Forge 18 |  | Spodek, Katowice Rozhodčí: Engin Kennerman (TUR), Haydn Jones (WAL), Milan Brziak (SVK) |
| 18. června 2011 18:00 | Report | Szott 6                                         | Dosk.   | Dubljevic 9 |  | Spodek, Katowice Rozhodčí: Engin Kennerman (TUR), Haydn Jones (WAL), Milan Brziak (SVK) |
| 18. června 2011 18:00 | Report | Kobryn 3                                        | Asist.  | Dubljevic 5 |  | Spodek, Katowice Rozhodčí: Engin Kennerman (TUR), Haydn Jones (WAL), Milan Brziak (SVK) |

| 19. června 2011 12:30 | Report | Černá Hora                                      | 66 – 57 | Španělsko     |  | Spodek, Katowice Počet diváků: 300 Rozhodčí: Ivo Dolinek (CZE), Jelena Černovová (RUS), Mindaugas Vecerskis (LTU) |
| 19. června 2011 12:30 | Report | Skóre po čtvrtinách: 20:13, 19:18, 15:16, 12:10 |         |               |  | Spodek, Katowice Počet diváků: 300 Rozhodčí: Ivo Dolinek (CZE), Jelena Černovová (RUS), Mindaugas Vecerskis (LTU) |
| 19. června 2011 12:30 | Report | Perovanovic 18                                  | Body    | Torrensová 25 |  | Spodek, Katowice Počet diváků: 300 Rozhodčí: Ivo Dolinek (CZE), Jelena Černovová (RUS), Mindaugas Vecerskis (LTU) |
| 19. června 2011 12:30 | Report | Skerovic 11                                     | Dosk.   | Lyttle 6      |  | Spodek, Katowice Počet diváků: 300 Rozhodčí: Ivo Dolinek (CZE), Jelena Černovová (RUS), Mindaugas Vecerskis (LTU) |
| 19. června 2011 12:30 | Report | Dubljevic 5                                     | Asist.  | Dominguez 3   |  | Spodek, Katowice Počet diváků: 300 Rozhodčí: Ivo Dolinek (CZE), Jelena Černovová (RUS), Mindaugas Vecerskis (LTU) |

| 19. června 2011 18:00 | Report | Německo                                        | 60 – 75 | Polsko    |  | Spodek, Katowice Počet diváků: 4 000 Rozhodčí: Yaari Rainisch (ISR), Aare Halliko (EST), Asa Johansson (SWE) |
| 19. června 2011 18:00 | Report | Skóre po čtvrtinách: 19:23, 11:7, 15:24, 15:21 |         |           |  | Spodek, Katowice Počet diváků: 4 000 Rozhodčí: Yaari Rainisch (ISR), Aare Halliko (EST), Asa Johansson (SWE) |
| 19. června 2011 18:00 | Report | Bär 13                                         | Body    | Kobryn 16 |  | Spodek, Katowice Počet diváků: 4 000 Rozhodčí: Yaari Rainisch (ISR), Aare Halliko (EST), Asa Johansson (SWE) |
| 19. června 2011 18:00 | Report | Bär 6                                          | Dosk.   | Kobryn 9  |  | Spodek, Katowice Počet diváků: 4 000 Rozhodčí: Yaari Rainisch (ISR), Aare Halliko (EST), Asa Johansson (SWE) |
| 19. června 2011 18:00 | Report | Bär 5                                          | Asist.  | Pawlak 5  |  | Spodek, Katowice Počet diváků: 4 000 Rozhodčí: Yaari Rainisch (ISR), Aare Halliko (EST), Asa Johansson (SWE) |

| 20. června 2011 12:30 | Report | Německo                                         | 64 – 76 | Černá Hora  |  | Spodek, Katowice Počet diváků: 150 Rozhodčí: Haydn Jones (WAL), Aliaksandr Syrytsa (BLR), Bernard Vassallo (MLT) |
| 20. června 2011 12:30 | Report | Skóre po čtvrtinách: 15:25, 15:10, 19:19, 15:22 |         |             |  | Spodek, Katowice Počet diváků: 150 Rozhodčí: Haydn Jones (WAL), Aliaksandr Syrytsa (BLR), Bernard Vassallo (MLT) |
| 20. června 2011 12:30 | Report | Greunke 20                                      | Body    | Bjelica 23  |  | Spodek, Katowice Počet diváků: 150 Rozhodčí: Haydn Jones (WAL), Aliaksandr Syrytsa (BLR), Bernard Vassallo (MLT) |
| 20. června 2011 12:30 | Report | Greunke 8                                       | Dosk.   | Bjelica 10  |  | Spodek, Katowice Počet diváků: 150 Rozhodčí: Haydn Jones (WAL), Aliaksandr Syrytsa (BLR), Bernard Vassallo (MLT) |
| 20. června 2011 12:30 | Report | Austmann 3                                      | Asist.  | Jovanovic 3 |  | Spodek, Katowice Počet diváků: 150 Rozhodčí: Haydn Jones (WAL), Aliaksandr Syrytsa (BLR), Bernard Vassallo (MLT) |

| 20. června 2011 18:00 | Report | Polsko                                          | 63 – 78 | Španělsko        |  | Spodek, Katowice Počet diváků: 4 300 Rozhodčí: Engin Kennerman (TUR), Jlena Černovová (RUS), Milan Brziak (SVK) |
| 20. června 2011 18:00 | Report | Skóre po čtvrtinách: 20:20, 11:17, 19:13, 13:28 |         |                  |  | Spodek, Katowice Počet diváků: 4 300 Rozhodčí: Engin Kennerman (TUR), Jlena Černovová (RUS), Milan Brziak (SVK) |
| 20. června 2011 18:00 | Report | Kobryn 20                                       | Body    | Lyttle 18        |  | Spodek, Katowice Počet diváků: 4 300 Rozhodčí: Engin Kennerman (TUR), Jlena Černovová (RUS), Milan Brziak (SVK) |
| 20. června 2011 18:00 | Report | Kobryn 13                                       | Dosk.   | Pascua, Lyttle 7 |  | Spodek, Katowice Počet diváků: 4 300 Rozhodčí: Engin Kennerman (TUR), Jlena Černovová (RUS), Milan Brziak (SVK) |
| 20. června 2011 18:00 | Report | Pawlak 6                                        | Asist.  | Pascua 4         |  | Spodek, Katowice Počet diváků: 4 300 Rozhodčí: Engin Kennerman (TUR), Jlena Černovová (RUS), Milan Brziak (SVK) |

### Skupina D
| Poř | Tým        | Záp | V | P | VB  | OB  | +/- | Body |
| --- | ---------- | --- | - | - | --- | --- | --- | ---- |
| 1.  | Lotyšsko   | 3   | 2 | 1 | 183 | 184 | -1  | 5    |
| 2.  | Francie    | 3   | 2 | 1 | 206 | 154 | +52 | 5    |
| 3.  | Chorvatsko | 3   | 1 | 2 | 166 | 216 | -50 | 4    |
| 4.  | Řecko      | 3   | 1 | 2 | 185 | 186 | -1  | 4    |

| 18. června 2011 12:30 | Report | Řecko                                           | 67 – 57 | Lotyšsko   |  | Spodek, Katowice Rozhodčí: Ivo Dolinek (CZE), Sérgio Silva (POR), Asa Johansson (SWE) |
| 18. června 2011 12:30 | Report | Skóre po čtvrtinách: 16:14, 19:22, 13:10, 19:11 |         |            |  | Spodek, Katowice Rozhodčí: Ivo Dolinek (CZE), Sérgio Silva (POR), Asa Johansson (SWE) |
| 18. června 2011 12:30 | Report | Kalentzou 20                                    | Body    | 3 hráči 12 |  | Spodek, Katowice Rozhodčí: Ivo Dolinek (CZE), Sérgio Silva (POR), Asa Johansson (SWE) |
| 18. června 2011 12:30 | Report | Maltsi 12                                       | Dosk.   | Tamane 13  |  | Spodek, Katowice Rozhodčí: Ivo Dolinek (CZE), Sérgio Silva (POR), Asa Johansson (SWE) |
| 18. června 2011 12:30 | Report | Kaltsidou 4                                     | Asist.  | Babkina 7  |  | Spodek, Katowice Rozhodčí: Ivo Dolinek (CZE), Sérgio Silva (POR), Asa Johansson (SWE) |

| 18. června 2011 20:30 | Report | Francie                                       | 86 – 40 | Chorvatsko |  | Spodek, Katowice Počet diváků: 2 000 Rozhodčí: Yaari Rainisch (ISR), Jelena Černovová (RUS), Mindaugas Vecerskis (LTU) |
| 18. června 2011 20:30 | Report | Skóre po čtvrtinách: 26:16, 22:9, 23:10, 15:5 |         |            |  | Spodek, Katowice Počet diváků: 2 000 Rozhodčí: Yaari Rainisch (ISR), Jelena Černovová (RUS), Mindaugas Vecerskis (LTU) |
| 18. června 2011 20:30 | Report | Lawson-Wade, Gomis 13                         | Body    | Mandir 9   |  | Spodek, Katowice Počet diváků: 2 000 Rozhodčí: Yaari Rainisch (ISR), Jelena Černovová (RUS), Mindaugas Vecerskis (LTU) |
| 18. června 2011 20:30 | Report | Grudaová 8                                    | Dosk.   | Pavetić 5  |  | Spodek, Katowice Počet diváků: 2 000 Rozhodčí: Yaari Rainisch (ISR), Jelena Černovová (RUS), Mindaugas Vecerskis (LTU) |
| 18. června 2011 20:30 | Report | Ndongue 4                                     | Asist.  | Mandir 2   |  | Spodek, Katowice Počet diváků: 2 000 Rozhodčí: Yaari Rainisch (ISR), Jelena Černovová (RUS), Mindaugas Vecerskis (LTU) |

| 19. června 2011 15:00 | Report | Chorvatsko                                      | 65 – 63 | Řecko                       |  | Spodek, Katowice Počet diváků: 300 Rozhodčí: Engin Kennerman (TUR), Aliaksandr Syrytsa (BLR), Bernard Vassallo (MLT) |
| 19. června 2011 15:00 | Report | Skóre po čtvrtinách: 26:16, 16:13, 11:14, 12:20 |         |                             |  | Spodek, Katowice Počet diváků: 300 Rozhodčí: Engin Kennerman (TUR), Aliaksandr Syrytsa (BLR), Bernard Vassallo (MLT) |
| 19. června 2011 15:00 | Report | Mandir 19                                       | Body    | Kalentzou, Kaltsidou 14     |  | Spodek, Katowice Počet diváků: 300 Rozhodčí: Engin Kennerman (TUR), Aliaksandr Syrytsa (BLR), Bernard Vassallo (MLT) |
| 19. června 2011 15:00 | Report | Ivezić 9                                        | Dosk.   | Kaltsidou 12                |  | Spodek, Katowice Počet diváků: 300 Rozhodčí: Engin Kennerman (TUR), Aliaksandr Syrytsa (BLR), Bernard Vassallo (MLT) |
| 19. června 2011 15:00 | Report | Mandir 5                                        | Asist.  | Chatzinikolaou, Kaltsidou 4 |  | Spodek, Katowice Počet diváků: 300 Rozhodčí: Engin Kennerman (TUR), Aliaksandr Syrytsa (BLR), Bernard Vassallo (MLT) |

| 19. června 2011 20:30 | Report | Lotyšsko                                                   | 59 – 56 | Francie   | prodl. | Spodek, Katowice Rozhodčí: Aleksandar Glišič (SRB), Haydn Jones (WAL), Gentian Cici (ALB) |
| 19. června 2011 20:30 | Report | Skóre po čtvrtinách: 13:16, 9:12, 14:13, 14:9, Prodl.: 9:6 |         |           | prodl. | Spodek, Katowice Rozhodčí: Aleksandar Glišič (SRB), Haydn Jones (WAL), Gentian Cici (ALB) |
| 19. června 2011 20:30 | Report | Babkina 26                                                 | Body    | Miyem 12  | prodl. | Spodek, Katowice Rozhodčí: Aleksandar Glišič (SRB), Haydn Jones (WAL), Gentian Cici (ALB) |
| 19. června 2011 20:30 | Report | Tamane 15                                                  | Dosk.   | Ndongue 9 | prodl. | Spodek, Katowice Rozhodčí: Aleksandar Glišič (SRB), Haydn Jones (WAL), Gentian Cici (ALB) |
| 19. června 2011 20:30 | Report | Kublina 3                                                  | Asist.  | Dumerc 6  | prodl. | Spodek, Katowice Rozhodčí: Aleksandar Glišič (SRB), Haydn Jones (WAL), Gentian Cici (ALB) |

| 20. června 2011 15:00 | Report | Chorvatsko                                     | 61 – 67 | Lotyšsko  |  | Spodek, Katowice Počet diváků: 300 Rozhodčí: Ivo Dolinek (CZE), Aare Halliko (EST), Sérgio Silva (POR) |
| 20. června 2011 15:00 | Report | Skóre po čtvrtinách: 16:20, 25:14, 12:17, 8:16 |         |           |  | Spodek, Katowice Počet diváků: 300 Rozhodčí: Ivo Dolinek (CZE), Aare Halliko (EST), Sérgio Silva (POR) |
| 20. června 2011 15:00 | Report | Ivezić 14                                      | Body    | Basko 16  |  | Spodek, Katowice Počet diváků: 300 Rozhodčí: Ivo Dolinek (CZE), Aare Halliko (EST), Sérgio Silva (POR) |
| 20. června 2011 15:00 | Report | Ivezić 6                                       | Dosk.   | Tamane 9  |  | Spodek, Katowice Počet diváků: 300 Rozhodčí: Ivo Dolinek (CZE), Aare Halliko (EST), Sérgio Silva (POR) |
| 20. června 2011 15:00 | Report | 3 hráči 4                                      | Asist.  | Babkina 6 |  | Spodek, Katowice Počet diváků: 300 Rozhodčí: Ivo Dolinek (CZE), Aare Halliko (EST), Sérgio Silva (POR) |

| 20. června 2011 20:30 | Report | Řecko                                          | 55 – 64 | Francie         |  | Spodek, Katowice Počet diváků: 800 Rozhodčí: Aleksandar Glisic (SRB), Yaari Rainisch (ISR), Gentian Cici (ALB) |
| 20. června 2011 20:30 | Report | Skóre po čtvrtinách: 13:16, 6:15, 16:15, 20:18 |         |                 |  | Spodek, Katowice Počet diváků: 800 Rozhodčí: Aleksandar Glisic (SRB), Yaari Rainisch (ISR), Gentian Cici (ALB) |
| 20. června 2011 20:30 | Report | Maltsi 16                                      | Body    | Grudaová 19     |  | Spodek, Katowice Počet diváků: 800 Rozhodčí: Aleksandar Glisic (SRB), Yaari Rainisch (ISR), Gentian Cici (ALB) |
| 20. června 2011 20:30 | Report | Kalentzou, Papamichail 6                       | Dosk.   | Grudaová 8      |  | Spodek, Katowice Počet diváků: 800 Rozhodčí: Aleksandar Glisic (SRB), Yaari Rainisch (ISR), Gentian Cici (ALB) |
| 20. června 2011 20:30 | Report | Kalentzou 3                                    | Asist.  | Beikes, Gomis 3 |  | Spodek, Katowice Počet diváků: 800 Rozhodčí: Aleksandar Glisic (SRB), Yaari Rainisch (ISR), Gentian Cici (ALB) |

## Osmifinálové skupiny
Dvě osmifinálové skupiny byly tvořeny vždy šesti týmy. Tyto celky si do osmifinále přenesly výsledky zápasů ze základních skupin s týmy, které do osmifinálových skupin rovněž postoupily. V osmifinále poté odehrály další tři utkání s reprezentacemi z druhé základní skupiny, se kterými dosud nehrály. Vždy první čtyři celky v obou skupinách postoupily do vyřazovacích bojů o medaile, pro poslední dva týmy šampionát skončil.

### Skupina E
| Poř | Tým            | Záp | V | P | VB  | OB  | +/- | Body |
| --- | -------------- | --- | - | - | --- | --- | --- | ---- |
| 1.  | Česko          | 5   | 4 | 1 | 301 | 286 | +15 | 9    |
| 2.  | Litva          | 5   | 4 | 1 | 331 | 298 | +33 | 9    |
| 3.  | Rusko          | 5   | 3 | 2 | 326 | 317 | +9  | 8    |
| 4.  | Turecko        | 5   | 2 | 3 | 303 | 313 | -10 | 7    |
| 5.  | Bělorusko      | 4   | 2 | 3 | 285 | 291 | -6  | 7    |
| 6.  | Velká Británie | 5   | 0 | 5 | 264 | 305 | -41 | 5    |

| 23. června 2011 15:30 | Report | Velká Británie                                  | 63 – 64 | Litva          |  | Łuczniczka, Bydhošť Rozhodčí: Panagiotis Anastopoulos (GRE), Ingus Baumanis (LAT), Carole Delauné (FRA) |
| 23. června 2011 15:30 | Report | Skóre po čtvrtinách: 15:16, 17:14, 17:18, 14:16 |         |                |  | Łuczniczka, Bydhošť Rozhodčí: Panagiotis Anastopoulos (GRE), Ingus Baumanis (LAT), Carole Delauné (FRA) |
| 23. června 2011 15:30 | Report | Page 19                                         | Body    | Bimbaite 16    |  | Łuczniczka, Bydhošť Rozhodčí: Panagiotis Anastopoulos (GRE), Ingus Baumanis (LAT), Carole Delauné (FRA) |
| 23. června 2011 15:30 | Report | Stewart 9                                       | Dosk.   | Linkeviciene 7 |  | Łuczniczka, Bydhošť Rozhodčí: Panagiotis Anastopoulos (GRE), Ingus Baumanis (LAT), Carole Delauné (FRA) |
| 23. června 2011 15:30 | Report | Stafford 4                                      | Asist.  | Linkeviciene 4 |  | Łuczniczka, Bydhošť Rozhodčí: Panagiotis Anastopoulos (GRE), Ingus Baumanis (LAT), Carole Delauné (FRA) |

| 23. června 2011 18:00 | Report | Bělorusko                                       | 62 – 51 | Rusko          |  | Łuczniczka, Bydhošť Počet diváků: 200 Rozhodčí: Paolo Taurino (ITA), Grzegorz Ziemblicki (POL), Moritz Reiter (GER) |
| 23. června 2011 18:00 | Report | Skóre po čtvrtinách: 10:14, 14:11, 26:15, 12:11 |         |                |  | Łuczniczka, Bydhošť Počet diváků: 200 Rozhodčí: Paolo Taurino (ITA), Grzegorz Ziemblicki (POL), Moritz Reiter (GER) |
| 23. června 2011 18:00 | Report | Marchanková 11                                  | Body    | Štěpanovová 12 |  | Łuczniczka, Bydhošť Počet diváků: 200 Rozhodčí: Paolo Taurino (ITA), Grzegorz Ziemblicki (POL), Moritz Reiter (GER) |
| 23. června 2011 18:00 | Report | Leuchanková 11                                  | Dosk.   | Osipovová 7    |  | Łuczniczka, Bydhošť Počet diváků: 200 Rozhodčí: Paolo Taurino (ITA), Grzegorz Ziemblicki (POL), Moritz Reiter (GER) |
| 23. června 2011 18:00 | Report | Marchanková 4                                   | Asist.  | Sapová 3       |  | Łuczniczka, Bydhošť Počet diváků: 200 Rozhodčí: Paolo Taurino (ITA), Grzegorz Ziemblicki (POL), Moritz Reiter (GER) |

| 23. června 2011 20:30 | Report | Turecko                                        | 51 – 56 | Česko                  |  | Łuczniczka, Bydhošť Počet diváků: 200 Rozhodčí: Sinisa Herceg (CRO), Igor Dragojevič (MNE), Haris Bijedič (BIH) |
| 23. června 2011 20:30 | Report | Skóre po čtvrtinách: 12:18, 10:8, 15:10, 14:20 |         |                        |  | Łuczniczka, Bydhošť Počet diváků: 200 Rozhodčí: Sinisa Herceg (CRO), Igor Dragojevič (MNE), Haris Bijedič (BIH) |
| 23. června 2011 20:30 | Report | Palazoğlu, Yılmaz 11                           | Body    | Elhotová 19            |  | Łuczniczka, Bydhošť Počet diváků: 200 Rozhodčí: Sinisa Herceg (CRO), Igor Dragojevič (MNE), Haris Bijedič (BIH) |
| 23. června 2011 20:30 | Report | Vardarlı 8                                     | Dosk.   | Veselá 6               |  | Łuczniczka, Bydhošť Počet diváků: 200 Rozhodčí: Sinisa Herceg (CRO), Igor Dragojevič (MNE), Haris Bijedič (BIH) |
| 23. června 2011 20:30 | Report | Vardarlı 6                                     | Asist.  | Bortelová, Vitečková 4 |  | Łuczniczka, Bydhošť Počet diváků: 200 Rozhodčí: Sinisa Herceg (CRO), Igor Dragojevič (MNE), Haris Bijedič (BIH) |

| 25. června 2011 15:30 | Report | Velká Británie                                  | 57 – 64 | Turecko                     |  | Łuczniczka, Bydhošť Počet diváků: 150 Rozhodčí: Paolo Taurino (ITA), Igor Dragojevič (MNE), Maka Kupatadze (GEO) |
| 25. června 2011 15:30 | Report | Skóre po čtvrtinách: 15:17, 12:16, 13:12, 17:19 |         |                             |  | Łuczniczka, Bydhošť Počet diváků: 150 Rozhodčí: Paolo Taurino (ITA), Igor Dragojevič (MNE), Maka Kupatadze (GEO) |
| 25. června 2011 15:30 | Report | Stafford 18                                     | Body    | Yılmaz 18                   |  | Łuczniczka, Bydhošť Počet diváků: 150 Rozhodčí: Paolo Taurino (ITA), Igor Dragojevič (MNE), Maka Kupatadze (GEO) |
| 25. června 2011 15:30 | Report | Page 13                                         | Dosk.   | Nevlin 9                    |  | Łuczniczka, Bydhošť Počet diváků: 150 Rozhodčí: Paolo Taurino (ITA), Igor Dragojevič (MNE), Maka Kupatadze (GEO) |
| 25. června 2011 15:30 | Report | Page 3                                          | Asist.  | Kartaltepe, İvegin-Karslı 3 |  | Łuczniczka, Bydhošť Počet diváků: 150 Rozhodčí: Paolo Taurino (ITA), Igor Dragojevič (MNE), Maka Kupatadze (GEO) |

| 25. června 2011 18:00 | Report | Rusko                                         | 69 – 55 | Česko       |  | Łuczniczka, Bydhošť Počet diváků: 200 Rozhodčí: Panagiotis Anastopoulos (GRE), Tomasz Trawicki (POL), Ingus Baumanis (LAT) |
| 25. června 2011 18:00 | Report | Skóre po čtvrtinách: 16:9, 22:13, 13:9, 18:24 |         |             |  | Łuczniczka, Bydhošť Počet diváků: 200 Rozhodčí: Panagiotis Anastopoulos (GRE), Tomasz Trawicki (POL), Ingus Baumanis (LAT) |
| 25. června 2011 18:00 | Report | Daniločkinová 16                              | Body    | Zrůstová 11 |  | Łuczniczka, Bydhošť Počet diváků: 200 Rozhodčí: Panagiotis Anastopoulos (GRE), Tomasz Trawicki (POL), Ingus Baumanis (LAT) |
| 25. června 2011 18:00 | Report | Osipovová 10                                  | Dosk.   | Veselá 7    |  | Łuczniczka, Bydhošť Počet diváků: 200 Rozhodčí: Panagiotis Anastopoulos (GRE), Tomasz Trawicki (POL), Ingus Baumanis (LAT) |
| 25. června 2011 18:00 | Report | Artěšinová 4                                  | Asist.  | Bartoňová 4 |  | Łuczniczka, Bydhošť Počet diváků: 200 Rozhodčí: Panagiotis Anastopoulos (GRE), Tomasz Trawicki (POL), Ingus Baumanis (LAT) |

| 25. června 2011 20:30 | Report | Litva                                          | 68 – 50 | Bělorusko                    |  | Łuczniczka, Bydhošť Počet diváků: 250 Rozhodčí: Sinisa Herceg (CRO), Miguel Anguel Perez Niz (ESP), Fabiana Nitu (ROU) |
| 25. června 2011 20:30 | Report | Skóre po čtvrtinách: 13:12, 16:9, 15:17, 24:12 |         |                              |  | Łuczniczka, Bydhošť Počet diváků: 250 Rozhodčí: Sinisa Herceg (CRO), Miguel Anguel Perez Niz (ESP), Fabiana Nitu (ROU) |
| 25. června 2011 20:30 | Report | Linkeviciene 15                                | Body    | Veramejenková 13             |  | Łuczniczka, Bydhošť Počet diváků: 250 Rozhodčí: Sinisa Herceg (CRO), Miguel Anguel Perez Niz (ESP), Fabiana Nitu (ROU) |
| 25. června 2011 20:30 | Report | Linkeviciene 11                                | Dosk.   | Veramejenková 7              |  | Łuczniczka, Bydhošť Počet diváků: 250 Rozhodčí: Sinisa Herceg (CRO), Miguel Anguel Perez Niz (ESP), Fabiana Nitu (ROU) |
| 25. června 2011 20:30 | Report | Bimbaite 4                                     | Asist.  | Veramejenková, Marchanková 3 |  | Łuczniczka, Bydhošť Počet diváků: 250 Rozhodčí: Sinisa Herceg (CRO), Miguel Anguel Perez Niz (ESP), Fabiana Nitu (ROU) |

| 27. června 2011 15:30 | Report | Rusko                                         | 62 – 59 | Velká Británie  |  | Łuczniczka, Bydhošť Rozhodčí: Grzegorz Ziemblicki (POL), Moritz Reiter (GER), Antonis Demetriou (CYP) |
| 27. června 2011 15:30 | Report | Skóre po čtvrtinách: 8:20, 14:7, 21:19, 19:13 |         |                 |  | Łuczniczka, Bydhošť Rozhodčí: Grzegorz Ziemblicki (POL), Moritz Reiter (GER), Antonis Demetriou (CYP) |
| 27. června 2011 15:30 | Report | Danilochkina 16                               | Body    | Butler 15       |  | Łuczniczka, Bydhošť Rozhodčí: Grzegorz Ziemblicki (POL), Moritz Reiter (GER), Antonis Demetriou (CYP) |
| 27. června 2011 15:30 | Report | Osipova 12                                    | Dosk.   | Page, Leedham 8 |  | Łuczniczka, Bydhošť Rozhodčí: Grzegorz Ziemblicki (POL), Moritz Reiter (GER), Antonis Demetriou (CYP) |
| 27. června 2011 15:30 | Report | Arteshina, Osipova 3                          | Asist.  | 3 hráči 2       |  | Łuczniczka, Bydhošť Rozhodčí: Grzegorz Ziemblicki (POL), Moritz Reiter (GER), Antonis Demetriou (CYP) |

| 27. června 2011 18:00 | Report | Česko                                          | 63 – 59 | Litva                    |  | Łuczniczka, Bydhošť Počet diváků: 300 Rozhodčí: Miguel Anguel Perez Niz (ESP), Paolo Taurino (ITA), Igor Dragojevič (MNE) |
| 27. června 2011 18:00 | Report | Skóre po čtvrtinách: 14:22, 21:14, 14:8, 14:15 |         |                          |  | Łuczniczka, Bydhošť Počet diváků: 300 Rozhodčí: Miguel Anguel Perez Niz (ESP), Paolo Taurino (ITA), Igor Dragojevič (MNE) |
| 27. června 2011 18:00 | Report | Vítečková 26                                   | Body    | Bimbaite 15              |  | Łuczniczka, Bydhošť Počet diváků: 300 Rozhodčí: Miguel Anguel Perez Niz (ESP), Paolo Taurino (ITA), Igor Dragojevič (MNE) |
| 27. června 2011 18:00 | Report | Burgrová 11                                    | Dosk.   | Bimbaite 8               |  | Łuczniczka, Bydhošť Počet diváků: 300 Rozhodčí: Miguel Anguel Perez Niz (ESP), Paolo Taurino (ITA), Igor Dragojevič (MNE) |
| 27. června 2011 18:00 | Report | Bortelová 9                                    | Asist.  | Bimbaite, Linkeviciene 3 |  | Łuczniczka, Bydhošť Počet diváků: 300 Rozhodčí: Miguel Anguel Perez Niz (ESP), Paolo Taurino (ITA), Igor Dragojevič (MNE) |

| 27. června 2011 20:30 | Report | Bělorusko                                      | 56 – 65 | Turecko          |  | Łuczniczka, Bydhošť Počet diváků: 200 Rozhodčí: Sinisa Herceg (CRO), Tomasz Trawicki (POL), Ingus Baumanis (LAT) |
| 27. června 2011 20:30 | Report | Skóre po čtvrtinách: 14:24, 16:10, 4:15, 22:16 |         |                  |  | Łuczniczka, Bydhošť Počet diváků: 200 Rozhodčí: Sinisa Herceg (CRO), Tomasz Trawicki (POL), Ingus Baumanis (LAT) |
| 27. června 2011 20:30 | Report | Marchanka 12                                   | Body    | İvegin-Karslı 17 |  | Łuczniczka, Bydhošť Počet diváků: 200 Rozhodčí: Sinisa Herceg (CRO), Tomasz Trawicki (POL), Ingus Baumanis (LAT) |
| 27. června 2011 20:30 | Report | Verameyenka 7                                  | Dosk.   | Yılmaz 11        |  | Łuczniczka, Bydhošť Počet diváků: 200 Rozhodčí: Sinisa Herceg (CRO), Tomasz Trawicki (POL), Ingus Baumanis (LAT) |
| 27. června 2011 20:30 | Report | Trafimava, Leuchanka 3                         | Asist.  | Vardarlı 7       |  | Łuczniczka, Bydhošť Počet diváků: 200 Rozhodčí: Sinisa Herceg (CRO), Tomasz Trawicki (POL), Ingus Baumanis (LAT) |

### Skupina F
| Poř | Tým        | Záp | V | P | VB  | OB  | +/- | Body |
| --- | ---------- | --- | - | - | --- | --- | --- | ---- |
| 1.  | Černá Hora | 5   | 5 | 0 | 364 | 308 | +56 | 10   |
| 2.  | Lotyšsko   | 5   | 3 | 2 | 315 | 310 | +5  | 8    |
| 3.  | Francie    | 5   | 3 | 2 | 347 | 281 | +66 | 8    |
| 4.  | Chorvatsko | 5   | 2 | 3 | 300 | 361 | -61 | 7    |
| 5.  | Španělsko  | 5   | 2 | 3 | 327 | 340 | -13 | 7    |
| 6.  | Polsko     | 5   | 0 | 5 | 279 | 332 | -53 | 5    |

| 22. června 2011 15:30 | Report | Chorvatsko                                      | 60 – 81 | Černá Hora     |  | Spodek, Katowice Počet diváků: 200 Rozhodčí: Engin Kennerman (TUR), Aare Halliko (EST), Sérgio Silva (POR) |
| 22. června 2011 15:30 | Report | Skóre po čtvrtinách: 17:24, 17:21, 14:15, 12:21 |         |                |  | Spodek, Katowice Počet diváků: 200 Rozhodčí: Engin Kennerman (TUR), Aare Halliko (EST), Sérgio Silva (POR) |
| 22. června 2011 15:30 | Report | Mandir 14                                       | Body    | Perovanovič 25 |  | Spodek, Katowice Počet diváků: 200 Rozhodčí: Engin Kennerman (TUR), Aare Halliko (EST), Sérgio Silva (POR) |
| 22. června 2011 15:30 | Report | Mazić 8                                         | Dosk.   | 3 hráči 15     |  | Spodek, Katowice Počet diváků: 200 Rozhodčí: Engin Kennerman (TUR), Aare Halliko (EST), Sérgio Silva (POR) |
| 22. června 2011 15:30 | Report | Mandir 7                                        | Asist.  | DeForge 8      |  | Spodek, Katowice Počet diváků: 200 Rozhodčí: Engin Kennerman (TUR), Aare Halliko (EST), Sérgio Silva (POR) |

| 22. června 2011 18:00 | Report | Polsko                                         | 53 – 62 | Lotyšsko  |  | Spodek, Katowice Počet diváků: 3 000 Rozhodčí: Aleksandar Glišič (SRB), Jelena Černovová(RUS), Gentian Cici (ALB) |
| 22. června 2011 18:00 | Report | Skóre po čtvrtinách: 18:17, 15:12, 7:17, 13:16 |         |           |  | Spodek, Katowice Počet diváků: 3 000 Rozhodčí: Aleksandar Glišič (SRB), Jelena Černovová(RUS), Gentian Cici (ALB) |
| 22. června 2011 18:00 | Report | Mowlik, Kobryn 13                              | Body    | Basko 19  |  | Spodek, Katowice Počet diváků: 3 000 Rozhodčí: Aleksandar Glišič (SRB), Jelena Černovová(RUS), Gentian Cici (ALB) |
| 22. června 2011 18:00 | Report | Kobryn 7                                       | Dosk.   | Tamane 13 |  | Spodek, Katowice Počet diváků: 3 000 Rozhodčí: Aleksandar Glišič (SRB), Jelena Černovová(RUS), Gentian Cici (ALB) |
| 22. června 2011 18:00 | Report | Pawlak 4                                       | Asist.  | Babkina 7 |  | Spodek, Katowice Počet diváků: 3 000 Rozhodčí: Aleksandar Glišič (SRB), Jelena Černovová(RUS), Gentian Cici (ALB) |

| 22. června 2011 20:30 | Report | Francie                                        | 79 – 55 | Španělsko              |  | Spodek, Katowice Rozhodčí: Ivo Dolinek (CZE), Haydn Jones (WAL), Mindaugas Vecerskis (LTU) |
| 22. června 2011 20:30 | Report | Skóre po čtvrtinách: 17:15, 13:12, 16:21, 33:7 |         |                        |  | Spodek, Katowice Rozhodčí: Ivo Dolinek (CZE), Haydn Jones (WAL), Mindaugas Vecerskis (LTU) |
| 22. června 2011 20:30 | Report | Grudaová 17                                    | Body    | Montañanová, Lyttle 11 |  | Spodek, Katowice Rozhodčí: Ivo Dolinek (CZE), Haydn Jones (WAL), Mindaugas Vecerskis (LTU) |
| 22. června 2011 20:30 | Report | Yacoubou-Dehoui 8                              | Dosk.   | Montañanová, Lyttle 5  |  | Spodek, Katowice Rozhodčí: Ivo Dolinek (CZE), Haydn Jones (WAL), Mindaugas Vecerskis (LTU) |
| 22. června 2011 20:30 | Report | Dumerc 4                                       | Asist.  | Cruz 4                 |  | Spodek, Katowice Rozhodčí: Ivo Dolinek (CZE), Haydn Jones (WAL), Mindaugas Vecerskis (LTU) |

| 24. června 2011 15:30 | Report | Španělsko                                       | 66 – 57 | Lotyšsko         |  | Spodek, Katowice Počet diváků: 350 Rozhodčí: Aleksandar Glišič (SRB), Haydn Jones (WAL), Bernard Vassallo (MLT) |
| 24. června 2011 15:30 | Report | Skóre po čtvrtinách: 13:10, 14:13, 19:13, 20:21 |         |                  |  | Spodek, Katowice Počet diváků: 350 Rozhodčí: Aleksandar Glišič (SRB), Haydn Jones (WAL), Bernard Vassallo (MLT) |
| 24. června 2011 15:30 | Report | Lyttle 9                                        | Body    | Babkina 17       |  | Spodek, Katowice Počet diváků: 350 Rozhodčí: Aleksandar Glišič (SRB), Haydn Jones (WAL), Bernard Vassallo (MLT) |
| 24. června 2011 15:30 | Report | Montañanová 6                                   | Dosk.   | Kublina 10       |  | Spodek, Katowice Počet diváků: 350 Rozhodčí: Aleksandar Glišič (SRB), Haydn Jones (WAL), Bernard Vassallo (MLT) |
| 24. června 2011 15:30 | Report | Montañanová 6                                   | Asist.  | Basko, Babkina 3 |  | Spodek, Katowice Počet diváků: 350 Rozhodčí: Aleksandar Glišič (SRB), Haydn Jones (WAL), Bernard Vassallo (MLT) |

| 24. června 2011 18:00 | Report | Chorvatsko                                    | 64 – 56 | Polsko           |  | Spodek, Katowice Počet diváků: 3 000 Rozhodčí: Ivo Dolinek (CZE), Milan Brziak (SVK), Aliaksandr Syrytsa (BLR) |
| 24. června 2011 18:00 | Report | Skóre po čtvrtinách: 24:21, 20:17, 11:8, 9:10 |         |                  |  | Spodek, Katowice Počet diváků: 3 000 Rozhodčí: Ivo Dolinek (CZE), Milan Brziak (SVK), Aliaksandr Syrytsa (BLR) |
| 24. června 2011 18:00 | Report | Mandir, Ivanković 13                          | Body    | Kobryn 17        |  | Spodek, Katowice Počet diváků: 3 000 Rozhodčí: Ivo Dolinek (CZE), Milan Brziak (SVK), Aliaksandr Syrytsa (BLR) |
| 24. června 2011 18:00 | Report | Mandir, Mazić 9                               | Dosk.   | Kaczmarczyk 6    |  | Spodek, Katowice Počet diváků: 3 000 Rozhodčí: Ivo Dolinek (CZE), Milan Brziak (SVK), Aliaksandr Syrytsa (BLR) |
| 24. června 2011 18:00 | Report | Mandir 4                                      | Asist.  | Mowlik, Pawlak 2 |  | Spodek, Katowice Počet diváků: 3 000 Rozhodčí: Ivo Dolinek (CZE), Milan Brziak (SVK), Aliaksandr Syrytsa (BLR) |

| 24. června 2011 20:30 | Report | Černá Hora                                      | 73 – 58 | Francie           |  | Spodek, Katowice Rozhodčí: Engin Kennerman (TUR), Yaari Rainisch (ISR), Gentian Cici (ALB) |
| 24. června 2011 20:30 | Report | Skóre po čtvrtinách: 22:20, 18:17, 17:18, 16:13 |         |                   |  | Spodek, Katowice Rozhodčí: Engin Kennerman (TUR), Yaari Rainisch (ISR), Gentian Cici (ALB) |
| 24. června 2011 20:30 | Report | Perovanovič 22                                  | Body    | Miyem 21          |  | Spodek, Katowice Rozhodčí: Engin Kennerman (TUR), Yaari Rainisch (ISR), Gentian Cici (ALB) |
| 24. června 2011 20:30 | Report | Dubljević, Turčinović 6                         | Dosk.   | Miyem, Grudaová 5 |  | Spodek, Katowice Rozhodčí: Engin Kennerman (TUR), Yaari Rainisch (ISR), Gentian Cici (ALB) |
| 24. června 2011 20:30 | Report | Škerović 4                                      | Asist.  | Dumerc 6          |  | Spodek, Katowice Rozhodčí: Engin Kennerman (TUR), Yaari Rainisch (ISR), Gentian Cici (ALB) |

| 26. června 2011 15:30 | Report | Francie                                       | 58 – 54 | Polsko    |  | Spodek, Katowice Počet diváků: 2 500 Rozhodčí: Yaari Rainisch (ISR), Mindaugas Vecerskis (LTU), Asa Johansson (SWE) |
| 26. června 2011 15:30 | Report | Skóre po čtvrtinách: 8:15, 16:4, 15:25, 19:10 |         |           |  | Spodek, Katowice Počet diváků: 2 500 Rozhodčí: Yaari Rainisch (ISR), Mindaugas Vecerskis (LTU), Asa Johansson (SWE) |
| 26. června 2011 15:30 | Report | Gomis 15                                      | Body    | Kobryn 16 |  | Spodek, Katowice Počet diváků: 2 500 Rozhodčí: Yaari Rainisch (ISR), Mindaugas Vecerskis (LTU), Asa Johansson (SWE) |
| 26. června 2011 15:30 | Report | Beikes 6                                      | Dosk.   | Kobryn 9  |  | Spodek, Katowice Počet diváků: 2 500 Rozhodčí: Yaari Rainisch (ISR), Mindaugas Vecerskis (LTU), Asa Johansson (SWE) |
| 26. června 2011 15:30 | Report | Beikes 3                                      | Asist.  | Pawlak 4  |  | Spodek, Katowice Počet diváků: 2 500 Rozhodčí: Yaari Rainisch (ISR), Mindaugas Vecerskis (LTU), Asa Johansson (SWE) |

| 26. června 2011 18:00 | Report | Španělsko                                       | 71 – 75 | Chorvatsko |  | Spodek, Katowice Počet diváků: 1 000 Rozhodčí: Engin Kennerman (TUR), Aare Halliko (EST), Elena Chernova (RUS) |
| 26. června 2011 18:00 | Report | Skóre po čtvrtinách: 18:19, 22:19, 15:16, 16:21 |         |            |  | Spodek, Katowice Počet diváků: 1 000 Rozhodčí: Engin Kennerman (TUR), Aare Halliko (EST), Elena Chernova (RUS) |
| 26. června 2011 18:00 | Report | Palauová 19                                     | Body    | Mandir 24  |  | Spodek, Katowice Počet diváků: 1 000 Rozhodčí: Engin Kennerman (TUR), Aare Halliko (EST), Elena Chernova (RUS) |
| 26. června 2011 18:00 | Report | Pascua 8                                        | Dosk.   | Mazić 15   |  | Spodek, Katowice Počet diváků: 1 000 Rozhodčí: Engin Kennerman (TUR), Aare Halliko (EST), Elena Chernova (RUS) |
| 26. června 2011 18:00 | Report | Cruz 4                                          | Asist.  | Ciglar 5   |  | Spodek, Katowice Počet diváků: 1 000 Rozhodčí: Engin Kennerman (TUR), Aare Halliko (EST), Elena Chernova (RUS) |

| 26. června 2011 20:30 | Report | Lotyšsko                                        | 70 – 74 | Černá Hora   |  | Spodek, Katowice Počet diváků: 600 Rozhodčí: Ivo Dolinek (CZE), Sérgio Silva (POR), Bernard Vassallo (MLT) |
| 26. června 2011 20:30 | Report | Skóre po čtvrtinách: 22:16, 14:29, 12:13, 22:16 |         |              |  | Spodek, Katowice Počet diváků: 600 Rozhodčí: Ivo Dolinek (CZE), Sérgio Silva (POR), Bernard Vassallo (MLT) |
| 26. června 2011 20:30 | Report | Kublina 16                                      | Body    | Dubljević 24 |  | Spodek, Katowice Počet diváků: 600 Rozhodčí: Ivo Dolinek (CZE), Sérgio Silva (POR), Bernard Vassallo (MLT) |
| 26. června 2011 20:30 | Report | Tamane 10                                       | Dosk.   | Dubljević 11 |  | Spodek, Katowice Počet diváků: 600 Rozhodčí: Ivo Dolinek (CZE), Sérgio Silva (POR), Bernard Vassallo (MLT) |
| 26. června 2011 20:30 | Report | Basko 5                                         | Asist.  | Dubljević 6  |  | Spodek, Katowice Počet diváků: 600 Rozhodčí: Ivo Dolinek (CZE), Sérgio Silva (POR), Bernard Vassallo (MLT) |

## Vyřazovací zápasy

### Zápasy o medaile
Týmy, které vypadly ve čtvrtfinále, hrály mezi sebou zápasy o umístění na 5.–8. místě.
|  | Čtvrtfinále            | Čtvrtfinále             |                         |         | Semifinále  | Semifinále  |  |  | Finále                  | Finále |
|  |                        |                         |                         |         |             |             |  |  |                         |        |
|  | 29. června 2011 (Lodž) |                         |                         |         |             |             |  |  |                         |        |
|  |                        |                         |                         |         |             |             |  |  |                         |        |
|  | Česko                  | 79                      |                         |         |             |             |  |  |                         |        |
|  | Česko                  | 79                      | 1. července 2011 (Lodž) |         |             |             |  |  |                         |        |
|  | Chorvatsko             | 63                      |                         |         |             |             |  |  |                         |        |
|  | Chorvatsko             | 63                      | Česko                   | 53      |             |             |  |  |                         |        |
|  | 29. června 2011 (Lodž) |                         | Česko                   | 53      |             |             |  |  |                         |        |
|  |                        | Rusko                   | 85                      |         |             |             |  |  |                         |        |
|  | Lotyšsko               | Rusko                   | 85                      | 72      |             |             |  |  |                         |        |
|  | Lotyšsko               |                         | 3. července 2011 (Lodž) | 72      |             |             |  |  |                         |        |
|  | Rusko                  | 83                      |                         |         |             |             |  |  |                         |        |
|  | Rusko                  | 83                      | Rusko                   | 59      |             |             |  |  |                         |        |
|  | 30. června 2011 (Lodž) |                         | Rusko                   | 59      |             |             |  |  |                         |        |
|  |                        | Turecko                 | 42                      |         |             |             |  |  |                         |        |
|  | Litva                  | Turecko                 | 42                      | 58      |             |             |  |  |                         |        |
|  | Litva                  | 1. července 2011 (Lodž) |                         | 58      |             |             |  |  |                         |        |
|  | Francie                | 66                      |                         |         |             |             |  |  |                         |        |
|  | Francie                | 66                      | Francie                 | 62      | Třetí místo | Třetí místo |  |  |                         |        |
|  | 30. června 2011 (Lodž) |                         | Francie                 | 62      | Třetí místo | Třetí místo |  |  |                         |        |
|  |                        | Turecko                 | 68 (p.)                 |         |             |             |  |  |                         |        |
|  | Černá Hora             | Turecko                 | 68 (p.)                 | 44      | Česko       | 56          |  |  |                         |        |
|  | Černá Hora             |                         |                         | 44      | Česko       | 56          |  |  |                         |        |
|  | Turecko                | 56                      |                         | Francie | 63          |             |  |  |                         |        |
|  | Turecko                | 56                      |                         |         | 63          |             |  |  |                         |        |
|  |                        |                         |                         |         |             |             |  |  | 3. července 2011 (Lodž) |        |
|  |                        |                         |                         |         |             |             |  |  |                         |        |

#### Čtvrtfinále
| 29. června 2011 18:00 | Report | Lotyšsko                                        | 72 – 83 | Rusko                       |  | Arena Łódź, Lodž Rozhodčí: Aleksandar Glišič (SRB), Panagiotis Anastopoulos (GRE), Igor Dragojevič (MNE) |
| 29. června 2011 18:00 | Report | Skóre po čtvrtinách: 18:23, 19:25, 18:17, 17:18 |         |                             |  | Arena Łódź, Lodž Rozhodčí: Aleksandar Glišič (SRB), Panagiotis Anastopoulos (GRE), Igor Dragojevič (MNE) |
| 29. června 2011 18:00 | Report | Babkina 21                                      | Body    | Daniločkinová 18            |  | Arena Łódź, Lodž Rozhodčí: Aleksandar Glišič (SRB), Panagiotis Anastopoulos (GRE), Igor Dragojevič (MNE) |
| 29. června 2011 18:00 | Report | Kublina, Tamane 6                               | Dosk.   | Stěpanovová 11              |  | Arena Łódź, Lodž Rozhodčí: Aleksandar Glišič (SRB), Panagiotis Anastopoulos (GRE), Igor Dragojevič (MNE) |
| 29. června 2011 18:00 | Report | Babkina 3                                       | Asist.  | Stěpanovová, Abrosimovová 4 |  | Arena Łódź, Lodž Rozhodčí: Aleksandar Glišič (SRB), Panagiotis Anastopoulos (GRE), Igor Dragojevič (MNE) |

| 29. června 2011 20:30 | Report | Česko                                           | 79 – 63 | Chorvatsko |  | Arena Łódź, Lodž Počet diváků: 500 Rozhodčí: Miguel Anguel Perez Niz (ESP), Engin Kennerman (TUR), Haydn Jones (WAL) |
| 29. června 2011 20:30 | Report | Skóre po čtvrtinách: 21:13, 15:16, 31:11, 12:23 |         |            |  | Arena Łódź, Lodž Počet diváků: 500 Rozhodčí: Miguel Anguel Perez Niz (ESP), Engin Kennerman (TUR), Haydn Jones (WAL) |
| 29. června 2011 20:30 | Report | Vítečková 17                                    | Body    | Mandir 27  |  | Arena Łódź, Lodž Počet diváků: 500 Rozhodčí: Miguel Anguel Perez Niz (ESP), Engin Kennerman (TUR), Haydn Jones (WAL) |
| 29. června 2011 20:30 | Report | Kulichová 9                                     | Dosk.   | Mazic 7    |  | Arena Łódź, Lodž Počet diváků: 500 Rozhodčí: Miguel Anguel Perez Niz (ESP), Engin Kennerman (TUR), Haydn Jones (WAL) |
| 29. června 2011 20:30 | Report | Burgrová, Veselá 4                              | Asist.  | Mandir 4   |  | Arena Łódź, Lodž Počet diváků: 500 Rozhodčí: Miguel Anguel Perez Niz (ESP), Engin Kennerman (TUR), Haydn Jones (WAL) |

| 30. června 2011 18:00 | Report | Černá Hora                                     | 44 – 56 | Turecko          |  | Arena Łódź, Lodž Rozhodčí: Paolo Taurino (ITA), Aare Halliko (EST), Gentian Cici (ALB) |
| 30. června 2011 18:00 | Report | Skóre po čtvrtinách: 16:11, 11:13, 6:17, 11:15 |         |                  |  | Arena Łódź, Lodž Rozhodčí: Paolo Taurino (ITA), Aare Halliko (EST), Gentian Cici (ALB) |
| 30. června 2011 18:00 | Report | DeForge 11                                     | Body    | İvegin-Karslı 14 |  | Arena Łódź, Lodž Rozhodčí: Paolo Taurino (ITA), Aare Halliko (EST), Gentian Cici (ALB) |
| 30. června 2011 18:00 | Report | Perovanović 12                                 | Dosk.   | Yılmaz 9         |  | Arena Łódź, Lodž Rozhodčí: Paolo Taurino (ITA), Aare Halliko (EST), Gentian Cici (ALB) |
| 30. června 2011 18:00 | Report | Škerović 5                                     | Asist.  | Vardarlı 5       |  | Arena Łódź, Lodž Rozhodčí: Paolo Taurino (ITA), Aare Halliko (EST), Gentian Cici (ALB) |

| 30. června 2011 20:30 | Report | Litva                                          | 58 – 66 | Francie          |  | Arena Łódź, Lodž Počet diváků: 1 500 Rozhodčí: Ivo Dolinek (CZE), Sinisa Herceg (CRO), Sérgio Silva (POR) |
| 30. června 2011 20:30 | Report | Skóre po čtvrtinách: 13:11, 21:22, 8:20, 16:13 |         |                  |  | Arena Łódź, Lodž Počet diváků: 1 500 Rozhodčí: Ivo Dolinek (CZE), Sinisa Herceg (CRO), Sérgio Silva (POR) |
| 30. června 2011 20:30 | Report | Sulciute 10                                    | Body    | Gomis 14         |  | Arena Łódź, Lodž Počet diváků: 1 500 Rozhodčí: Ivo Dolinek (CZE), Sinisa Herceg (CRO), Sérgio Silva (POR) |
| 30. června 2011 20:30 | Report | Linkeviciene 5                                 | Dosk.   | Grudaová 8       |  | Arena Łódź, Lodž Počet diváků: 1 500 Rozhodčí: Ivo Dolinek (CZE), Sinisa Herceg (CRO), Sérgio Silva (POR) |
| 30. června 2011 20:30 | Report | Bimbaite 3                                     | Asist.  | Dumerc, Lepron 4 |  | Arena Łódź, Lodž Počet diváků: 1 500 Rozhodčí: Ivo Dolinek (CZE), Sinisa Herceg (CRO), Sérgio Silva (POR) |

#### Semifinále
| 1. července 2011 18:00 | Report | Rusko                                          | 85 – 53 | Česko                  |  | Arena Łódź, Lodž Rozhodčí: Sinisa Herceg (CRO), Igor Dragojevič (MNE), Haydn Jones (WAL) |
| 1. července 2011 18:00 | Report | Skóre po čtvrtinách: 22:18, 17:8, 22:17, 24:10 |         |                        |  | Arena Łódź, Lodž Rozhodčí: Sinisa Herceg (CRO), Igor Dragojevič (MNE), Haydn Jones (WAL) |
| 1. července 2011 18:00 | Report | Daniločkinová 18                               | Body    | Burgrová, Kulichová 10 |  | Arena Łódź, Lodž Rozhodčí: Sinisa Herceg (CRO), Igor Dragojevič (MNE), Haydn Jones (WAL) |
| 1. července 2011 18:00 | Report | Stěpanovová 8                                  | Dosk.   | Veselá, Kulichová 5    |  | Arena Łódź, Lodž Rozhodčí: Sinisa Herceg (CRO), Igor Dragojevič (MNE), Haydn Jones (WAL) |
| 1. července 2011 18:00 | Report | Abrosimovová 3                                 | Asist.  | Bartoňová, Bortelová 4 |  | Arena Łódź, Lodž Rozhodčí: Sinisa Herceg (CRO), Igor Dragojevič (MNE), Haydn Jones (WAL) |

| 1. července 2011 20:30 | Report | Turecko                                                      | 68 – 62 | Francie               | prodl. | Arena Łódź, Lodž Rozhodčí: Paolo Taurino (ITA), Panagiotis Anastopoulos (GRE), Ingus Baumanis (LAT) |
| 1. července 2011 20:30 | Report | Skóre po čtvrtinách: 16:15, 22:16, 11:11, 11:18, Prodl.: 8:2 |         |                       | prodl. | Arena Łódź, Lodž Rozhodčí: Paolo Taurino (ITA), Panagiotis Anastopoulos (GRE), Ingus Baumanis (LAT) |
| 1. července 2011 20:30 | Report | Nevlin 23                                                    | Body    | Gomis 24              | prodl. | Arena Łódź, Lodž Rozhodčí: Paolo Taurino (ITA), Panagiotis Anastopoulos (GRE), Ingus Baumanis (LAT) |
| 1. července 2011 20:30 | Report | Yılmaz 11                                                    | Dosk.   | Gomis 9               | prodl. | Arena Łódź, Lodž Rozhodčí: Paolo Taurino (ITA), Panagiotis Anastopoulos (GRE), Ingus Baumanis (LAT) |
| 1. července 2011 20:30 | Report | Vardarlı 5                                                   | Asist.  | Lawson-Wade, Dumerc 4 | prodl. | Arena Łódź, Lodž Rozhodčí: Paolo Taurino (ITA), Panagiotis Anastopoulos (GRE), Ingus Baumanis (LAT) |

#### Finále
| 3. července 2011 20:30 | Report | Rusko                                         | 59 – 42 | Turecko     |  | Arena Łódź, Lodž Počet diváků: 5 000 Rozhodčí: Miguel Anguel Perez Niz (ESP), Ivo Dolinek (CZE), Aleksandar Glisic (SRB) |
| 3. července 2011 20:30 | Report | Skóre po čtvrtinách: 19:8, 14:15, 13:11, 13:5 |         |             |  | Arena Łódź, Lodž Počet diváků: 5 000 Rozhodčí: Miguel Anguel Perez Niz (ESP), Ivo Dolinek (CZE), Aleksandar Glisic (SRB) |
| 3. července 2011 20:30 | Report | Stěpanovová 18                                | Body    | Vardarlı 10 |  | Arena Łódź, Lodž Počet diváků: 5 000 Rozhodčí: Miguel Anguel Perez Niz (ESP), Ivo Dolinek (CZE), Aleksandar Glisic (SRB) |
| 3. července 2011 20:30 | Report | Stěpanovová 12                                | Dosk.   | Yılmaz 5    |  | Arena Łódź, Lodž Počet diváků: 5 000 Rozhodčí: Miguel Anguel Perez Niz (ESP), Ivo Dolinek (CZE), Aleksandar Glisic (SRB) |
| 3. července 2011 20:30 | Report | Osipova 4                                     | Asist.  | Vardarlı 4  |  | Arena Łódź, Lodž Počet diváků: 5 000 Rozhodčí: Miguel Anguel Perez Niz (ESP), Ivo Dolinek (CZE), Aleksandar Glisic (SRB) |

#### Zápas o 3. místo
| 3. července 2011 18:00 | Report | Česko                                          | 56 – 63 | Francie     |  | Arena Łódź, Lodž Počet diváků: 3 000 Rozhodčí: Paolo Taurino (ITA), Ingus Baumanis (LAT), Fabiana Nitu (ROU) |
| 3. července 2011 18:00 | Report | Skóre po čtvrtinách: 20:15, 10:9, 13:19, 13:20 |         |             |  | Arena Łódź, Lodž Počet diváků: 3 000 Rozhodčí: Paolo Taurino (ITA), Ingus Baumanis (LAT), Fabiana Nitu (ROU) |
| 3. července 2011 18:00 | Report | Elhotova 17                                    | Body    | Grudaová 26 |  | Arena Łódź, Lodž Počet diváků: 3 000 Rozhodčí: Paolo Taurino (ITA), Ingus Baumanis (LAT), Fabiana Nitu (ROU) |
| 3. července 2011 18:00 | Report | Bortelová 7                                    | Dosk.   | Dumerc 8    |  | Arena Łódź, Lodž Počet diváků: 3 000 Rozhodčí: Paolo Taurino (ITA), Ingus Baumanis (LAT), Fabiana Nitu (ROU) |
| 3. července 2011 18:00 | Report | Bortelová 6                                    | Asist.  | Dumerc 5    |  | Arena Łódź, Lodž Počet diváků: 3 000 Rozhodčí: Paolo Taurino (ITA), Ingus Baumanis (LAT), Fabiana Nitu (ROU) |

### Zápasy o 5.–8. místo
|  | Semifinále         | Semifinále         |    |                    | Finále             | Finále |  |
|  |                    |                    |    |                    |                    |        |  |
|  | 30. června (Lodž)  |                    |    |                    |                    |        |  |
|  | Chorvatsko         | 84                 |    |                    |                    |        |  |
|  | Lotyšsko           | 75                 |    |                    |                    |        |  |
|  |                    |                    |    |                    |                    |        |  |
|  |                    |                    |    |                    | 2. července (Lodž) |        |  |
|  |                    |                    |    |                    | Chorvatsko         | 73     |  |
|  |                    | Černá Hora         | 59 |                    |                    |        |  |
|  |                    |                    |    |                    |                    |        |  |
|  |                    |                    |    |                    |                    |        |  |
|  |                    |                    |    |                    | O třetí místo      |        |  |
|  | 1. července (Lodž) | 1. července (Lodž) |    | 2. července (Lodž) | 2. července (Lodž) |        |  |
|  | Litva              | 59                 |    | Lotyšsko           | 56                 |        |  |
|  | Černá Hora         | 68                 |    |                    | Litva              | 75     |  |

#### O 5.–8. místo
| 30. června 2011 15:30 | Report | Chorvatsko                                      | 84 – 75 | Lotyšsko   |  | Arena Łódź, Lodž Rozhodčí: Yaari Rainisch (ISR), Moritz Reiter (GER), Fabiana Nitu (ROU) |
| 30. června 2011 15:30 | Report | Skóre po čtvrtinách: 15:20, 22:14, 24:18, 23:23 |         |            |  | Arena Łódź, Lodž Rozhodčí: Yaari Rainisch (ISR), Moritz Reiter (GER), Fabiana Nitu (ROU) |
| 30. června 2011 15:30 | Report | Ivezic 19                                       | Body    | Tamane 16  |  | Arena Łódź, Lodž Rozhodčí: Yaari Rainisch (ISR), Moritz Reiter (GER), Fabiana Nitu (ROU) |
| 30. června 2011 15:30 | Report | Karcic 7                                        | Dosk.   | Kublina 13 |  | Arena Łódź, Lodž Rozhodčí: Yaari Rainisch (ISR), Moritz Reiter (GER), Fabiana Nitu (ROU) |
| 30. června 2011 15:30 | Report | Ciglar 9                                        | Asist.  | Tamane 5   |  | Arena Łódź, Lodž Rozhodčí: Yaari Rainisch (ISR), Moritz Reiter (GER), Fabiana Nitu (ROU) |

| 1. července 2011 15:30 | Report | Černá Hora                                     | 68 – 59 | Litva           |  | Arena Łódź, Lodž Rozhodčí: Engin Kennerman (TUR), Grzegorz Ziemblicki (POL), Carole Delauné (FRA) |
| 1. července 2011 15:30 | Report | Skóre po čtvrtinách: 14:12, 15:17, 16:24, 23:6 |         |                 |  | Arena Łódź, Lodž Rozhodčí: Engin Kennerman (TUR), Grzegorz Ziemblicki (POL), Carole Delauné (FRA) |
| 1. července 2011 15:30 | Report | Perovanovic 18                                 | Body    | Linkeviciene 15 |  | Arena Łódź, Lodž Rozhodčí: Engin Kennerman (TUR), Grzegorz Ziemblicki (POL), Carole Delauné (FRA) |
| 1. července 2011 15:30 | Report | Skerovic 6                                     | Dosk.   | Linkeviciene 10 |  | Arena Łódź, Lodž Rozhodčí: Engin Kennerman (TUR), Grzegorz Ziemblicki (POL), Carole Delauné (FRA) |
| 1. července 2011 15:30 | Report | Skerovic 4                                     | Asist.  | Bimbaite 4      |  | Arena Łódź, Lodž Rozhodčí: Engin Kennerman (TUR), Grzegorz Ziemblicki (POL), Carole Delauné (FRA) |

#### Zápas o 5. místo
| 2. července 2011 15:30 | Report | Chorvatsko                                     | 73 – 59 | Černá Hora              |  | Arena Łódź, Lodž Počet diváků: 1 000 Rozhodčí: Engin Kennerman (TUR), Aare Halliko (EST), Sérgio Silva (POR) |
| 2. července 2011 15:30 | Report | Skóre po čtvrtinách: 14:16, 24:19, 17:9, 18:15 |         |                         |  | Arena Łódź, Lodž Počet diváků: 1 000 Rozhodčí: Engin Kennerman (TUR), Aare Halliko (EST), Sérgio Silva (POR) |
| 2. července 2011 15:30 | Report | Ivezic 21                                      | Body    | DeForge 18              |  | Arena Łódź, Lodž Počet diváků: 1 000 Rozhodčí: Engin Kennerman (TUR), Aare Halliko (EST), Sérgio Silva (POR) |
| 2. července 2011 15:30 | Report | Ivezic, Karcic 8                               | Dosk.   | Dubljević 10            |  | Arena Łódź, Lodž Počet diváků: 1 000 Rozhodčí: Engin Kennerman (TUR), Aare Halliko (EST), Sérgio Silva (POR) |
| 2. července 2011 15:30 | Report | Ciglar 5                                       | Asist.  | Perovanovič, Škerović 3 |  | Arena Łódź, Lodž Počet diváků: 1 000 Rozhodčí: Engin Kennerman (TUR), Aare Halliko (EST), Sérgio Silva (POR) |

#### Zápas o 7. místo
| 2. července 2011 18:00 | Report | Lotyšsko                                       | 56 – 75 | Litva                 |  | Arena Łódź, Lodž Rozhodčí: Yaari Rainisch (ISR), Gentian Cici (ALB), Carole Delauné (FRA) |
| 2. července 2011 18:00 | Report | Skóre po čtvrtinách: 12:20, 6:14, 23:15, 15:26 |         |                       |  | Arena Łódź, Lodž Rozhodčí: Yaari Rainisch (ISR), Gentian Cici (ALB), Carole Delauné (FRA) |
| 2. července 2011 18:00 | Report | 3 hráči 10                                     | Body    | Bimbaite, Sulciute 15 |  | Arena Łódź, Lodž Rozhodčí: Yaari Rainisch (ISR), Gentian Cici (ALB), Carole Delauné (FRA) |
| 2. července 2011 18:00 | Report | Tamane 7                                       | Dosk.   | Linkeviciene 8        |  | Arena Łódź, Lodž Rozhodčí: Yaari Rainisch (ISR), Gentian Cici (ALB), Carole Delauné (FRA) |
| 2. července 2011 18:00 | Report | Babkina 4                                      | Asist.  | Bimbaite, Sulciute 4  |  | Arena Łódź, Lodž Rozhodčí: Yaari Rainisch (ISR), Gentian Cici (ALB), Carole Delauné (FRA) |

## Soupiska
4.  Česko
| - Jana Veselá - Alena Hanušová - Romana Hejdová - Michaela Stejskalová | - Ilona Burgrová - Kateřina Bartoňová - Veronika Bortelová - Kateřina Elhotová | - Michala Hartigová - Petra Kulichová - Zora Škrabalová - Eva Vítečková |

Trenér: Lubor Blažek

## Konečné pořadí
| Pořadí           | Tým            | Z | V | P | Skóre   | B  |
| ---------------- | -------------- | - | - | - | ------- | -- |
| Zlatá medaile    | Rusko          | 9 | 7 | 2 | 619:550 | 16 |
| Stříbrná medaile | Turecko        | 9 | 5 | 4 | 545:538 | 14 |
| Bronzová medaile | Francie        | 9 | 6 | 3 | 602:518 | 15 |
| 4.               | Česko          | 9 | 6 | 3 | 561:551 | 15 |
| 5.               | Chorvatsko     | 9 | 5 | 4 | 585:637 | 14 |
| 6.               | Černá Hora     | 9 | 7 | 2 | 611:560 | 16 |
| 7.               | Litva          | 9 | 5 | 4 | 569:545 | 14 |
| 8.               | Lotyšsko       | 9 | 3 | 6 | 575:619 | 12 |
| 9.               | Bělorusko      | 6 | 3 | 3 | 353:332 | 9  |
| 9.               | Španělsko      | 6 | 3 | 3 | 406:409 | 9  |
| 11.              | Velká Británie | 6 | 1 | 5 | 338:356 | 7  |
| 11.              | Polsko         | 6 | 1 | 5 | 354:192 | 7  |
| 13.              | Řecko          | 3 | 1 | 2 | 185:186 | 4  |
| 13.              | Slovensko      | 3 | 1 | 2 | 183:190 | 4  |
| 13.              | Německo        | 3 | 0 | 3 | 193:230 | 3  |
| 13.              | Izrael         | 3 | 0 | 3 | 148:214 | 3  |

## Ocenění
- Nejužitečnější hráčka turnaje:  Jelena Daniločkinová
- All-Stars team:  Jelena Daniločkinová,  Sandra Mandirová,  Marija Stěpanovová,  Eva Vítečková,  Nevriye Yılmazová